# Туманян, Инесса Суреновна
Ине́сса Суре́новна Туманя́н (10 сентября 1929, Москва — 10 января 2005, там же) — советский кинорежиссёр и сценаристка, автор художественных фильмов и кинохроники. Заслуженный деятель искусств Российской Федерации (2000).

## Биография
Родилась 10 сентября 1929 года в Москве. В 1952 году окончила философский факультет МГУ, в 1962 году — режиссёрский факультет ВГИКа (мастерская Г. Л. Рошаля). Была руководителем первой негосударственной киностудии «Зодиак» при киностудии им. Горького.
Её творческий путь был связан с Киностудией детских и юношеских фильмов имени Горького.
Умерла 10 января 2005 года в Москве после продолжительной болезни. Похоронена в Москве в колумбарии Троекуровского кладбища.

## Фильмография
| 1966 | Путешествие (новелла «Завтраки сорок третьего года») | зелёная ✓ |           |           |                  |
| 1968 | Любить…                                              |           |           | зелёная ✓ | репортёр (камео) |
| 1971 | Пятнадцатая весна                                    | зелёная ✓ | зелёная ✓ |           |                  |
| 1975 | Мальчик и лось                                       | зелёная ✓ | зелёная ✓ |           |                  |
| 1978 | Когда я стану великаном                              | зелёная ✓ | зелёная ✓ |           |                  |
| 1983 | Соучастники                                          | зелёная ✓ | зелёная ✓ |           |                  |
| 1988 | Комментарий к прошению о помиловании                 | зелёная ✓ | зелёная ✓ |           |                  |

По словам кинорежиссёра Олега Дормана, «все картины Туманян встречали сопротивление властей и пользовались любовью публики. Их нравственное влияние на жизнь нескольких поколений неоспоримо».

## Награды и звания
- Почётное звание «Заслуженный деятель искусств Российской Федерации» (2000) — за заслуги в области искусства[6]